# Alberto II di Monaco
Alberto II di Monaco (nome completo in francese Albert Alexandre Louis Pierre Grimaldi; Monaco, 14 marzo 1958) è il principe di Monaco dal 6 aprile 2005.
Secondogenito e unico figlio maschio del Principe Ranieri III di Monaco e di Grace Kelly, è fratello di Carolina di Monaco e Stefania di Monaco. Prima dell'ascesa al trono il suo titolo era quello di S.A.S. il Principe ereditario del Principato di Monaco e Marchese di Baux; è stato reggente per alcuni giorni prima della morte del padre, dal 31 marzo al 6 aprile 2005.
Come sovrano monegasco si è fatto portavoce nel campo della difesa dell'ambiente e per la conservazione degli oceani, oltre a dimostrare un notevole interesse nelle energie rinnovabili come fonte primaria per combattere il surriscaldamento globale. Per questo scopo nel 2006 ha costituito la Fondazione principe Alberto II.
Alberto II è uno dei più ricchi monarchi al mondo, con un patrimonio valutato in più di un miliardo di dollari, con possedimenti nel Principato di Monaco e in Francia. È proprietario della Société des Bains de Mer, che gestisce tra gli altri il casinò di Monaco. Nel luglio del 2011 ha sposato la nuotatrice olimpica sudafricana Charlène Wittstock. La coppia ha avuto due figli gemelli, la principessa Gabriella e il principe ereditario Giacomo. Il principe Alberto è inoltre padre di altri due figli nati prima del suo matrimonio, l'americana Jazmin Grace Grimaldi e il francese Alexandre Grimaldi.

## Biografia

### Infanzia, educazione e attività militare

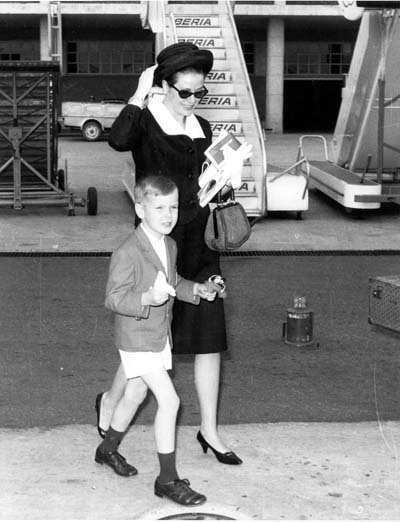
Il principe Alberto con la madre Grace Kelly all'aeroporto di Madrid nel 1964

Nato al Palazzo dei Principi di Monaco nel Principato di Monaco e battezzato come Albert Alexandre Louis Pierre, Alberto è figlio del principe Ranieri III di Monaco e di sua moglie, l'attrice americana Grace Kelly. Suoi nonni erano Charlotte Grimaldi e Pierre de Polignac, eredi del trono monegasco, mentre suo nonno materno era John Kelly, tre volte medaglia d'oro ai giochi olimpici del 1920 e del 1924. Suo zio, John Kelly (Jr), ottenne la medaglia di bronzo alle olimpiadi del 1956.
Il principe venne battezzato il 20 aprile 1958 da monsignor Jean Delay, arcivescovo di Marsiglia, nella cattedrale dell'Immacolata Concezione di Monaco, venendo poi presentato alla cittadinanza del principato dal balcone del palazzo dei principi della medesima città. Suo padrino fu suo zio, il principe Louis de Polignac, mentre sua madrina fu la regina Vittoria Eugenia di Spagna. Per nascita, il principe godeva della cittadinanza monegasca e di quella statunitense, ma a quest'ultima ha rinunciato successivamente in età adulta.
Frequentò la Scuola Superiore "Alberto I", ottenendo il diploma nel 1976. Frequentò successivamente l'Amherst College nel Massachusetts nel 1977 come Albert Grimaldi, nel tentativo sempre crescente di non dare nell'occhio nella sua figura di principe: qui ebbe modo di studiare scienze politiche, economia, musica e letteratura inglese. Colse l'occasione per studiare anche lingua inglese e tedesco, oltre al nativo francese, all'italiano e al dialetto monegasco che aveva già studiato in patria.

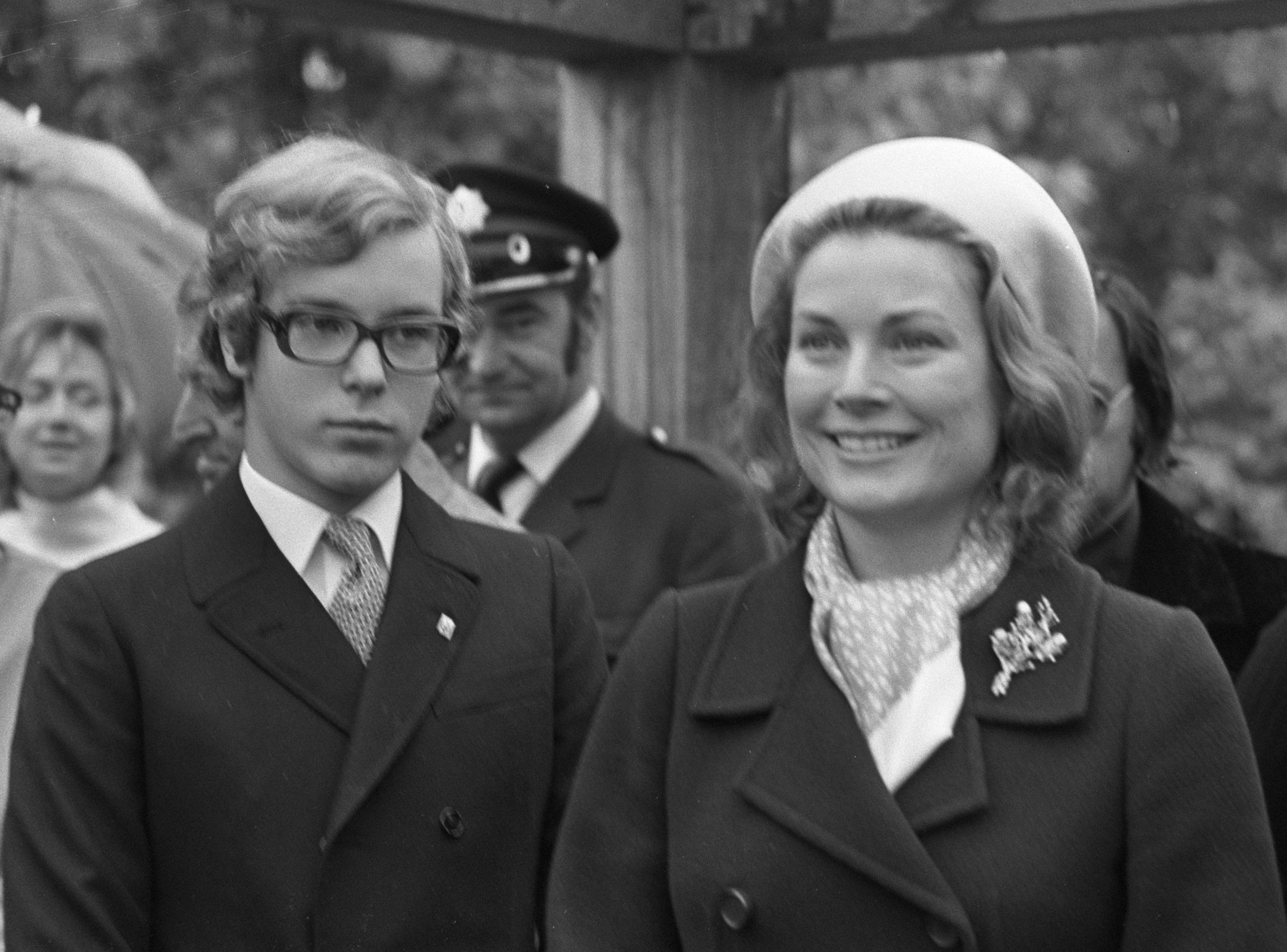
Alberto e Grace Kelly nel 1972

Compì il proprio grand tour in Europa nel 1979 e ottenne la laurea nel 1981 col titolo di Baccelliere delle Arti (Bachelor of Art) in scienze politiche. Successivamente frequentò alcuni corsi all'Università di Bristol e all'Alfred Marshall School of Economics and Management.
Compì il proprio servizio militare come allievo ufficiale alla scuola navale francese a bordo della porta-elicotteri Jeanne d'Arc dal settembre del 1981 all'aprile del 1982, uscendone col grado di tenente di vascello. L'11 novembre 1986 venne nominato dal padre alla carica di colonnello comandante della Compagnia dei carabinieri del principe di Monaco, incarico che mantenne sino alla sua ascesa al trono nel 2005 (mantenendo poi la carica a livello onorifico). Il 18 agosto 1988 venne promosso al grado di capitano di vascello nella riserva della marina militare francese. Dal 1993 è anche sponsor del corpo acrobatico dell'aviazione francese, il Patrouille de France.

### Il ruolo di principe ereditario e la reggenza

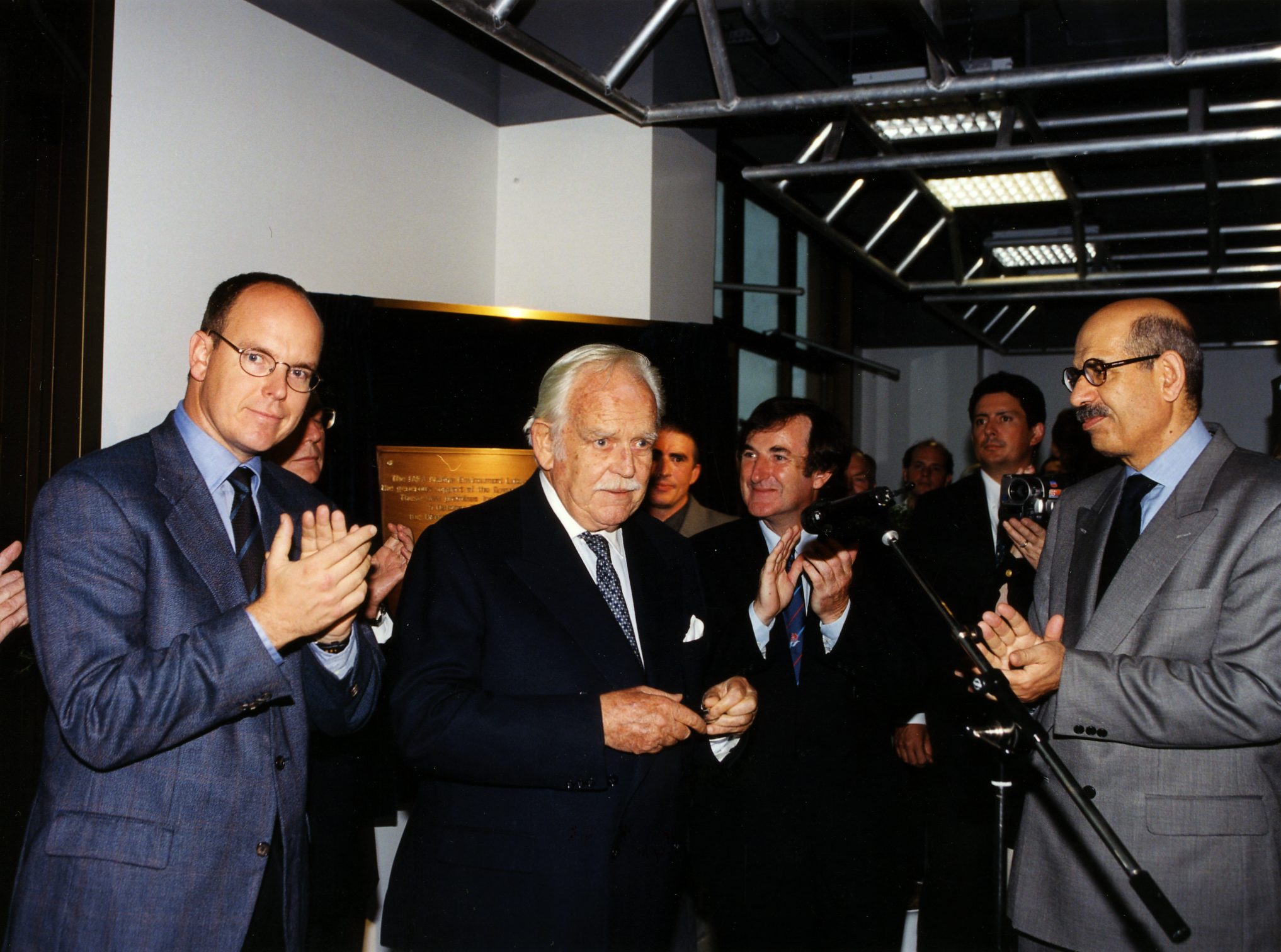
L'allora principe ereditario Alberto col padre Ranieri III di Monaco (al centro)

Nel 1982, dopo la tragica morte di sua madre in un incidente automobilistico a La Turbie, il ventiquattrenne Alberto le succedette come presidente della Croce Rossa monegasca e venne nominato vice presidente della Fondation Princesse-Grace-de-Monaco. Il padre iniziò a investirlo sempre più di incarichi nella direzione degli affari del piccolo stato. Il 28 maggio 1993 il principe divenne presidente della delegazione monegasca all'assemblea generale delle Nazioni Unite. Il 5 ottobre 2004, fu nuovamente a capo di una delegazione inviata da Monaco a Strasburgo per la cerimonia ufficiale di adesione del principato al Consiglio Europeo come 46º stato membro di questa organizzazione.
Il 7 marzo 2005 il principe Ranieri III venne ricoverato all'Ospedale Principessa Grace di Monaco e successivamente trasferito al reparto di terapia intensiva cardiovascolare per problemi di cuore. Il 31 marzo dello stesso anno, all'aggravarsi delle condizioni di salute paterne, il Consiglio della Corona monegasco annunciò che Alberto avrebbe assunto le funzioni di reggente in vece del padre, ormai impossibilitato a esercitare le proprie funzioni regali. Questa scelta repentina e forse affrettata venne vista in malo modo dalla stampa locale, anche se la reggenza di Alberto durò poco più di una settimana.

### Il regno
Il 6 aprile 2005 Ranieri III morì e Alberto gli succedette come quattordicesimo principe sovrano di Monaco, con il nome di Alberto II, essendo il secondo principe a portare tale nome nella storia dello stato monegasco.
La prima parte dell'incoronazione del nuovo principe ebbe luogo tre mesi dopo la morte del predecessore, nel rispetto del lutto familiare. Una messa celebrata nella cattedrale cittadina il 12 luglio 2005 dall'arcivescovo monsignor Bernard Barsi segnò formalmente l'inizio del regno di Alberto II, alla quale seguì una grande festa che si tenne nei giardini del palazzo reale di Monaco, alla quale vennero ammessi 7000 monegaschi. In questa occasione gli vennero anche consegnate le chiavi della città dal sindaco di Monaco.
Il 19 novembre 2005 ebbe luogo l'incoronazione vera e propria di Alberto II, alla quale partecipò tutta la famiglia reale monegasca, inclusa sua sorella maggiore Carolina col marito Ernst di Hannover e tre dei loro quattro figli, Andrea, Pierre e Charlotte, oltre alla sorella minore Stefania, a sua zia paterna Antonietta, baronessa di Massy, il figlioccio Jean-Léonard Taubert-Natta de Massy e sua cugina Elisabeth-Anne de Massy. All'evento presero parte anche le delegazioni da sedici paesi differenti, tra cui diverse teste coronate. La sera si concluse con uno spettacolo dedicato all'Opéra de Monte-Carlo.
Come principe sovrano, Alberto ha continuato sostanzialmente la politica inaugurata dal padre, utilizzando la propria posizione per promuovere iniziative culturali di stampo internazionale e promuovendo largamente la locale marina del principato. Durante il suo primo anno di regno, tenne visite diplomatiche e di cortesia in Francia, in Italia e al Vaticano, oltre a intervenire all'assemblea generale delle Nazioni Unite.
Non ha mancato di partecipare, come l'avo e omonimo Alberto I, a una spedizione artica che lo tenne impegnato nel 2006 e che lo portò a raggiungere il Polo nord il 16 aprile di quello stesso anno, distinguendosi per essere stato il primo capo di Stato ad aver raggiunto quel punto della Terra.
Nel 2008 diede il proprio sostegno pubblico al progetto del presidente francese Nicolas Sarkozy per la creazione dell'Unione per il Mediterraneo.

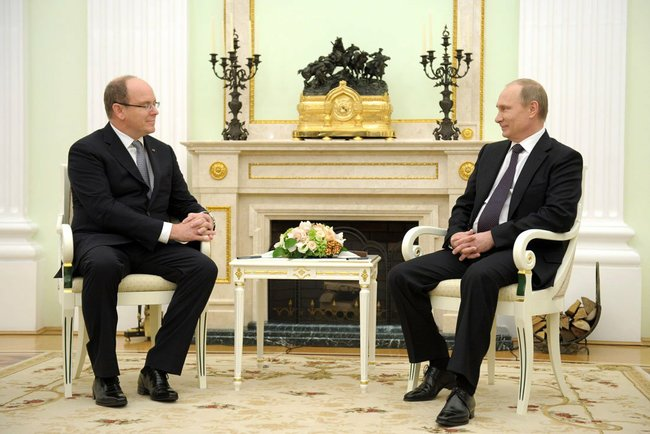
Il principe Alberto col presidente russo Vladimir Putin nell'ottobre del 2013

A oggi si occupa largamente anche delle opere assistenziali ai più poveri, patrocinando organizzazioni internazionali come l'UNICEF, e si impegna per la salvaguardia della fauna terrestre e marina. Da sempre si batte per lo sviluppo economico e sociale di Monaco, per il turismo locale e per l'industria nel settore immobiliare che, sin dall'epoca del regno di suo padre, si è dimostrata particolarmente fiorente nel principato. In relazione a quest'ultimo settore, nel marzo del 2013, il principe ha annunciato un grande progetto d'estensione della città di Monaco a est, verso il mare, su una superficie di 5/6 ettari di terreno, pur introducendo a ogni modo il concetto di sviluppo ecosostenibile e con un'ottica ecologista, senza che l'ingrandimento della città vada a scapito dei delicati fondali marini presenti lungo la Costa Azzurra. Si è anche dedicato allo sviluppo del principato sotto l'aspetto delle vie di comunicazione.
Uno dei suoi principali obiettivi di governo è rompere l'immagine tradizionalmente associata a Monaco visto come paradiso fiscale, con l'intento invece di farne uno stato modello per capacità amministrativa e gestionale. Per questo motivo, sin dalla sua ascesa al trono, ha inaugurato un periodo di riforme legali, inclusa l'introduzione del reato di riciclaggio e frode fiscale, la regolazione dell'istituto del carcere in tutto il territorio del principato, la protezione dei diritti della privacy degli individui di fronte al crescente uso della tecnologia, la libertà di stampa, l'equiparazione dei sessi e la protezione dei diritti dei bambini e degli studenti con disabilità del principato.
Il 27 agosto 2015 il principe Alberto si è pubblicamente scusato per il ruolo avuto dal principato di Monaco nell'aver consentito la deportazione di un totale di 90 ebrei e partigiani della resistenza durante il periodo della Seconda guerra mondiale, di cui solo nove tornarono a casa. "Abbiamo commesso l'irreparabile nel dar manforte alle autorità a noi vicine nel deportare donne, uomini e bambini che avevano cercato rifugio presso di noi dalle persecuzioni che stavano subendo in Francia", ha commentato nel corso della cerimonia per l'inaugurazione di un monumento alle vittime delle deportazioni presso il cimitero di Monaco in quello stesso anno.
Il 19 marzo 2020, dopo lo scoppio su vasta scala dell'epidemia da COVID-19, è stato annunciato che Alberto II era risultato positivo al test e che era quindi affetto da coronavirus. Venne altresì annunciato che il principe avrebbe incominciato quello stesso giorno una quarantena nel suo appartamento, continuando comunque a lavorare per lo Stato. Questo ha fatto di Alberto II il primo monarca e capo di stato ad aver contratto il COVID-19. Il 31 marzo venne annunciata la sua completa guarigione e l'inizio di una seconda quarantena del principe con la sua famiglia per i successivi quindici giorni.

### Interessi sociali

#### La difesa dell'ambiente

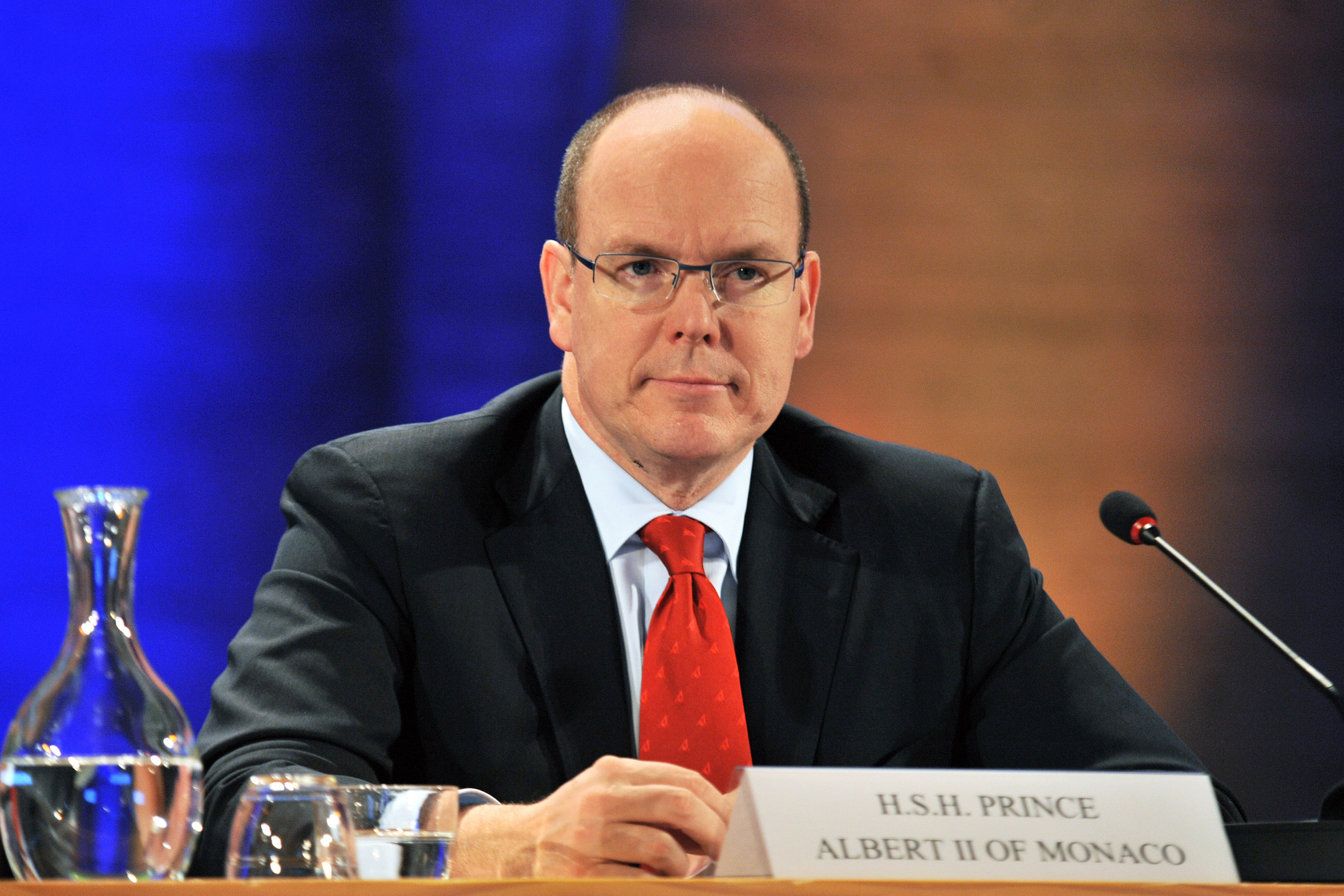
Il principe Alberto II alla quinta Conferenza Mondiale sugli Oceani, le Coste e le Isole promossa dall'UNESCO, Parigi (2010)

Da sempre, il principe Alberto è impegnato in prima linea nella difesa dell'ambiente. Nel 2001, la XXV Commissione per la Scienza del Mediterraneo venne ospitata nel principato e gli stati membri, all'unanimità, elessero il principe quale patrono onorario della commissione.
Nell'aprile del 2006, diresse una spedizione diretta al Polo nord per porre all'attenzione dell'opinione pubblica il tema del surriscaldamento globale. Un secolo prima, il suo trisavolo Alberto I di Monaco, fu il primo principe monegasco a interessarsi della difesa dell'ambiente e sull'esempio di questo avo, nel giugno del 2006, Alberto II decise di creare una propria fondazione, la Fondation Prince-Albert-II-de-Monaco per la protezione dell'ambiente e lo sviluppo ecosostenibile del territorio, ponendo tra gli obbiettivi principali da perseguire l'attenzione ai cambiamenti climatici, la biodiversità e il mondo marittimo. Il 14 gennaio 2009, si è portato al Polo Sud con l'esploratore sudafricano Mike Horn, sempre per sensibilizzare il pubblico sul tema dei cambiamenti climatici. È divenuto così il primo sovrano al mondo a visitare entrambi i poli della terra.
Il 2007, con la proclamazione dell'Anno del Delfino da parte delle Nazioni Unite, il principe Alberto II venne nominato patrono internazionale delle iniziative legate a questo contesto. In quell'occasione ebbe a dichiarare: "L'anno del delfino mi dà l'opportunità di sottolineare ancora una volta l'importanza della biodiversità marina. Con questa iniziativa internazionale possiamo fare la differenza e salvare questi affascinanti mammiferi marini dal rischio dell'estinzione". È inoltre membro del comitato del WWF.
Il 19 settembre 2017, il principe di Monaco ha espresso notevole interesse nella bozza del Piano Globale per l'Ambiente presentato dal presidente francese Emmanuel Macron nel contesto della 72ª assemblea generale delle Nazioni Unite. Il principe ha fatto sapere di seguire da vicino lo sviluppo di questo documento e del suo contenuto che egli ha definito come un "accordo universale che riconosce il diritto alle future generazioni di godere di uno sviluppo ecosostenibile."

#### Opere caritatevoli
Affiliato o patrono di diverse organizzazioni caritatevoli nazionali e internazionali, sin dall'età di 24 anni ha sostituito la defunta madre nella presidenza della Croce Rossa monegasca. È inoltre vicepresidente della Princess Grace Foundation-USA, un'associazione caritatevole fondata nel 1982 dopo la morte della madre che supporta gli artisti emergenti nel campo del teatro, della danza e dell'industria cinematografica come del resto fece la principessa Grace durante la sua vita. Per questo scopo, nel 2016 Alberto II ha deciso di acquistare personalmente la casa dove la principessa visse la sua giovinezza a East Falls, quartiere della città statunitense di Filadelfia, originariamente costruita da suo nonno, Jack Kelly. Dopo l'acquisizione dello stabile, il principe ha disposto l'allestimento di uno spazio museale dedicato alla madre e di una sede in loco per la Princess Grace Foundation.

### Hobby e interessi personali

#### Sport
Appassionato di sport, Alberto II sin dalla gioventù ha praticato atletica leggera, canottaggio, calcio, giavellotto, pallamano, judo (cintura nera dal 2011), nuoto, bob, tennis, navigazione, sci, squash, equitazione e pentathlon moderno, divenendo patrono della squadra nazionale di Monaco. Appassionato di bob, ha partecipato a cinque edizioni dei Giochi olimpici invernali come componente dell'equipaggio della nazionale monegasca, da Calgary 1988 a Salt Lake City 2002. Dal 1985 è membro del Comitato Olimpico Internazionale.
Grande appassionato di automobili, nel 1985 e nel 1986 il principe ha preso parte alla Parigi-Dakar. È inoltre proprietario di un vasto parco macchine che comprende una BMW Hydrogen 7, una Lexus LS 600h, una Lexus RX 400h e una Toyota Prius PHV. Possiede inoltre un Dassault Falcon 7X, un jet da 14 passeggeri attualmente stazionato all'aeroporto Nice Côte d'Azur.
Alberto II è membro del Comitato Olimpico Internazionale dal 1985 ed è presidente della Federazione Monegasca di Nuoto dal 1983, dello Yacht Club di Monaco dal 1984, della Federazione monegasca di atletica leggera dal 1984, del Comitato olimpico monegasco dal 1994 e della Federazione monegasca del pentathlon moderno dal 1999. È membro onorario del Comitato internazionale parolimpico.
Alberto è uno dei proprietari della rete sociale Yoctocosmos e membro del World Economic Forum. È patrono, tra le molte organizzazioni, di Peace and Sport, un'organizzazione per la promozione della pace tramite lo sport come aggregante sociale, associazione che ha sede presso il principato di Monaco, oltre che dell'AS Monaco, del torneo annuale di tennis Monte Carlo Masters e dell'Automobile Club di Monaco.

#### Interessi nel campo della scienza e della tecnica
Alberto II è membro dell'Institut de paléontologie humaine di Francia, una fondazione i cui sforzi sono consacrati allo studio della preistoria e della paleontologia umana, costituita nel 1910 dal suo trisavolo Alberto I. Tramite questo istituto ha dato il proprio supporto a ricerche compiute sul territorio in Cina, Corea, Georgia, Etiopia e Cantabria, dove si è recato anche personalmente, accompagnato dal direttore dell'istituto Henry de Lumley.
Il principe, noto radioamatore, è stato nominato presidente onorifico dell'Associazione Radioamatori di Monaco.
Dal 2014 è presidente onorario dell'organizzazione europea per la ricerca e la cura del cancro.

#### Interessi nel campo delle arti e della cultura

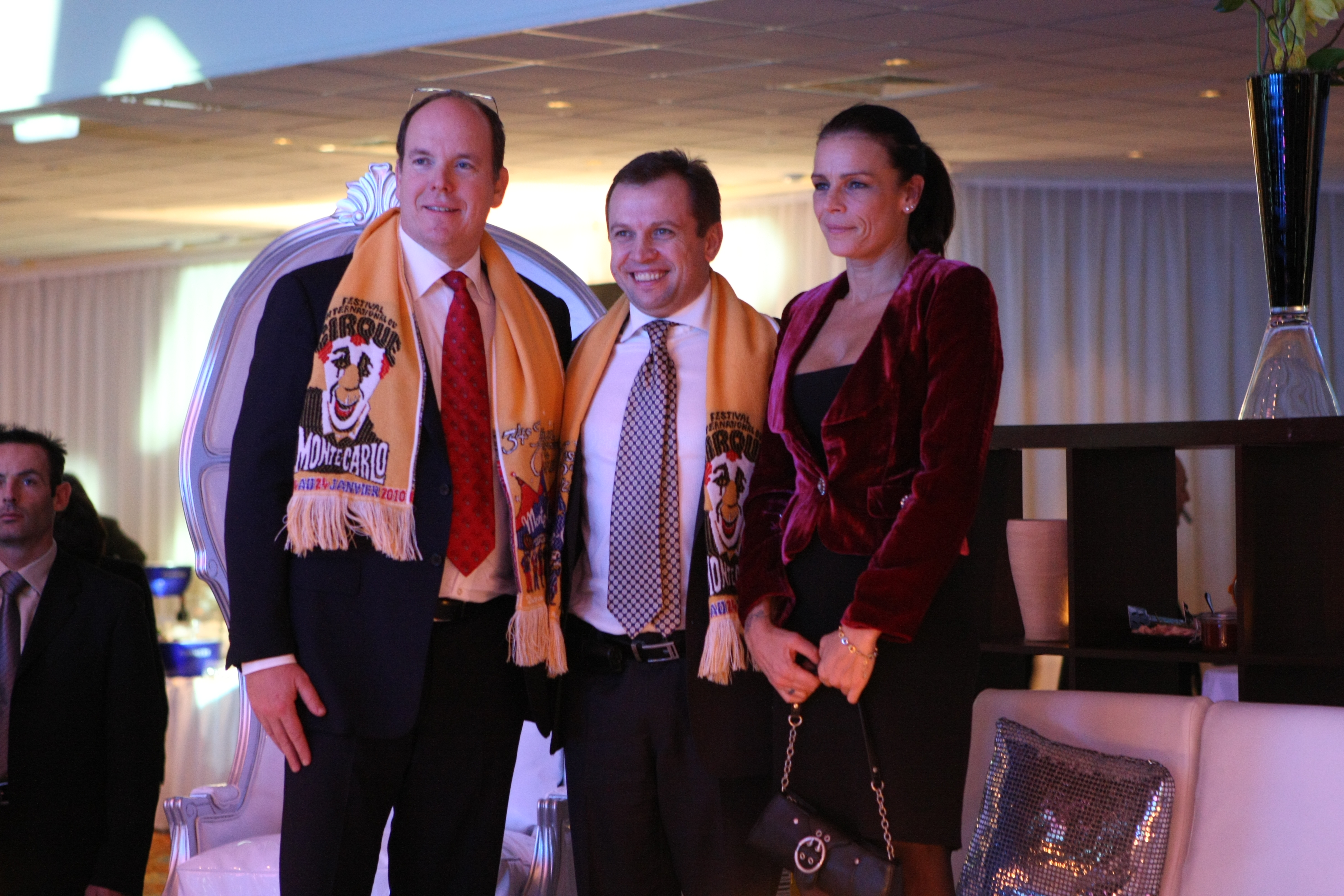
Il principe Alberto II e la sorella Stefania alla serata d'onore del Festival internazionale del Circo di Monte Carlo del 2013

Il principe Alberto è appassionato di pittura, scultura e fotografia. Possiede una collezione prestigiosa di opere d'arte con soggetti prevalentemente riguardanti Monaco e la Costa Azzurra, oltre ad amare la pittura fiamminga del XVII-XVIII secolo e il periodo della "scuola di Nizza" (1860-1930). Mecenate attivo, ha voluto fortemente lo sviluppo del Museo nazionale di Monaco. È altresì interessato alla filatelia e alla numismatica. Nel 2008 ha fatto coniare la prima moneta commemorativa da 5 euro del principato.
Alberto II è patrono dell'annuale Festival de Télévision de Monte-Carlo e del Festival internazionale del Circo di Monte Carlo, di cui sua sorella Stefania ha la presidenza.

### Relazioni sentimentali
Per molti anni attorno alla figura del principe Alberto di Monaco gravitarono una serie di relazioni sentimentali. Tra queste spiccarono indubbiamente quelle attribuite, per evidenti frequentazioni continuate nel tempo, con Angie Everhart, Catherine Oxenberg, Brooke Shields, Claudia Schiffer, Victoria Zdrok, Tasha De Vascocelos.
La sua riservatezza sui propri fatti privati e l'apparente ritrosia al matrimonio produssero come effetto non desiderato, nel mondo dei pettegolezzi mondani, l'ipotesi di una possibile omosessualità di Alberto, notizia nettamente smentita dallo stesso sovrano. Molti di questi pettegolezzi risalgono agli anni '90, quando si rincorrevano voci di frequentazioni di ambienti omosessuali e di una relazione con una sua guardia del corpo.
Alberto II ha riconosciuto la propria paternità di due figli, avuti senza essersi sposato:
- Jazmin Grace Grimaldi, nata nel 1992 da una relazione avuta con la cameriera californiana Tamara Rotolo. Il caso venne portato avanti dalla Rotolo a partire dal 1993 ma senza successo. Il 31 maggio 2006, dopo che un test del DNA ebbe confermato l'identità dei genitori, Alberto ammise tramite il proprio avvocato di essere il padre legittimo di Jazmin.
- Alexandre Coste, nato nel 2003 da una relazione avuta con l'hostess togolese Nicole Coste. Nel 2005 il Paris Match pubblicò un'intervista di dieci pagine con la Coste, accludendovi fotografie di Alberto col bambino e mentre lo allatta col biberon. La Coste dichiarò inoltre di vivere nella casa del principe a Parigi, ricevendo da lui un assegno mensile, fingendosi la fidanzata di uno dei suoi amici per discrezione. L'avvocato del principe, Thierry Lacoste, annunciò a seguito di questa pubblicazione la denuncia del principe Alberto per violazione della privacy sul fatto. Il 6 luglio 2005, alcuni giorni prima della sua intronazione il 12 luglio, il principe confermò sempre tramite il suo avvocato di essere il padre biologico del bambino.[20]

Nel 1987, inoltre, l'attrice e modella tedesca Bea Fiedler, affermò che suo figlio Daniel era in realtà figlio del principe ereditario di Monaco. La paternità venne confutata tramite l'analisi del sangue, senza però che venisse eseguito il test del DNA.
Nell'ottobre del 2005, il giornale tedesco Bunte riportò la notizia che il principe Alberto stesse frequentando Telma Ortiz Rocasolano, cognata dell'allora principe delle Asturie, Filippo di Spagna (attuale sovrano spagnolo). A ogni modo, nel novembre del 2005, il principe smentì decisamente la notizia e tramite il suo avvocato denunciò il giornale tedesco per violazione della privacy e false informazioni circa la sua presunta storia d'amore.
Il 10 febbraio 2006, alla cerimonia d'apertura delle Olimpiadi invernali, il principe Alberto fu accompagnato per la prima volta dalla nuotatrice sudafricana Charlène Wittstock.

#### Problemi della successione

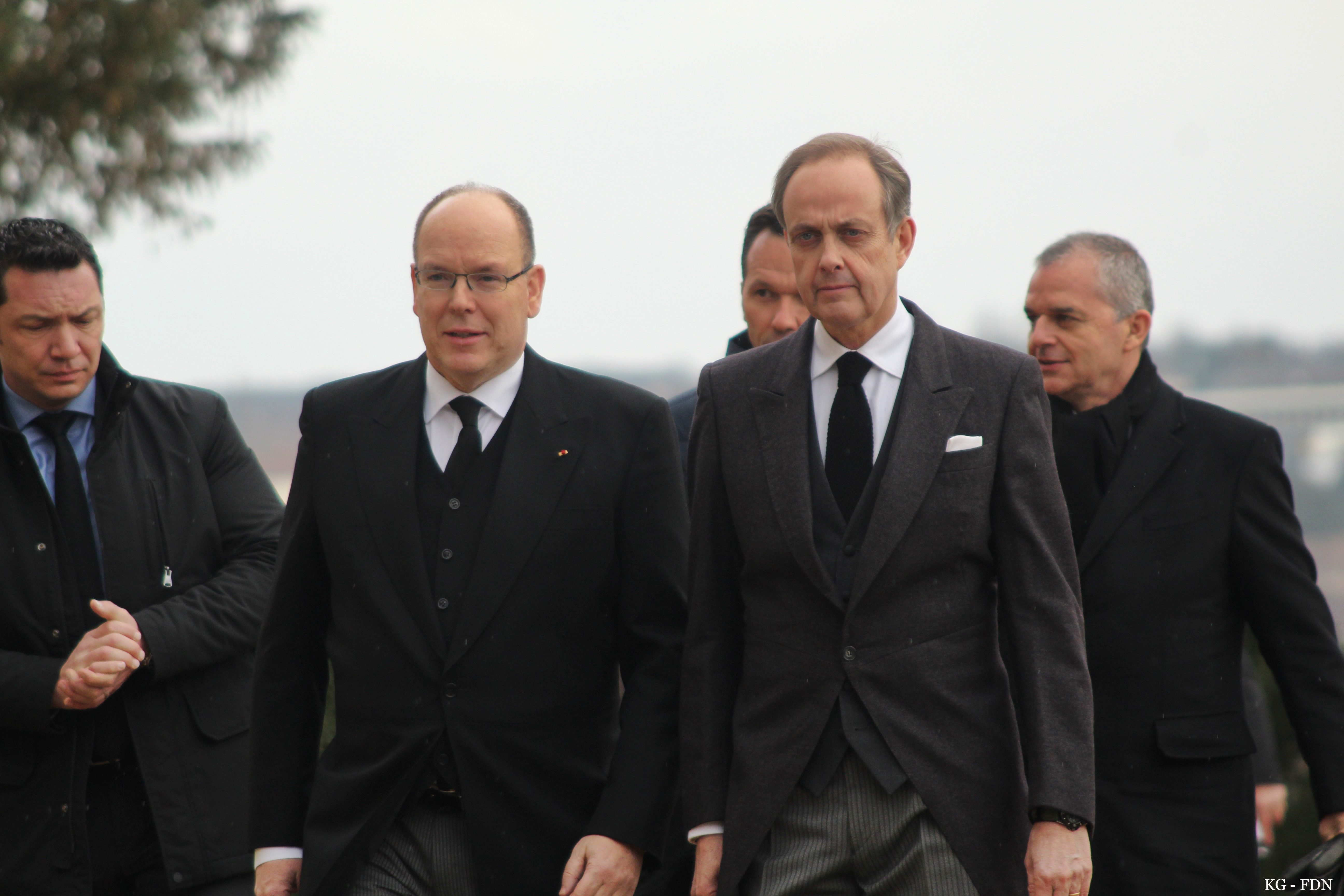
Alberto II e Giovanni d'Orléans ai funerali del conte Enrico d'Orléans

Alla salita al trono di Alberto II, con il riconoscimento dei suoi due figli, si è posto per lo Stato monegasco un grave problema sui diritti di successione, cioè se tali diritti dovessero essere applicati anche a essi. Prima del 2002, infatti, la Costituzione monegasca specificava che solo i discendenti diretti o legittimati del principe regnante potessero ereditare la corona di Monaco.
Il 2 aprile 2002 è stata approvata una legge che abroga questo diritto esclusivo di successione ai legittimati e consente invece le pretese al trono anche ai parenti prossimi di ambo i sessi. Con il medesimo documento è stato anche specificamente disposto, nel caso di Alberto II, che i suoi figli legittimati non possano vantare pretese sul trono a meno che egli stesso non decida di sposarne la madre. Con la convalida di tale abrogazione, Alberto II ha di fatto espresso la propria volontà, pur assumendosi in pieno i doveri di paternità, di non concedere la successione "de jure" al trono ai detti figli naturali; di conseguenza, dal novembre del 2007, la principessa Carolina di Monaco divenne la principessa ereditaria in linea di successione diretta, ruolo che mantenne fino alla nascita dei figli avuti dal principe con la moglie Charlène Wittstock. Con la medesima legge si confermò però la precedenza successoria dei maschi sulle femmine, per cui il principe Giacomo, figlio secondogenito di Alberto, è erede al trono monegasco, precedendo di diritto la sorella gemella Gabriella (nata, per assurdo, pochi minuti prima di lui); stesso discorso per Pierre, terzogenito della principessa Carolina, ma antecedente nella linea di successione alla secondogenita sorella Charlotte.
Nel giugno del 2015, Alberto II si è inoltre riconciliato col suo lontano cugino Xavier de Caumont La Force il cui nonno, Aynard Guigues de Moreton de Chabrillan, aveva conteso per lungo tempo la successione al trono dei Grimaldi dopo la morte di Luigi II di Monaco (bisnonno di Alberto II) nel 1949 in quanto discendente da un ramo collaterale della famiglia principesca e quindi legittimato alla successione più che la linea dei Grimaldi-Polignac. In occasione di questa riconciliazione formale, il principe Alberto soggiornò per qualche tempo al castello di Xavier de Caumont La Force, a Fontaine-Française, in Borgogna.

### Matrimonio

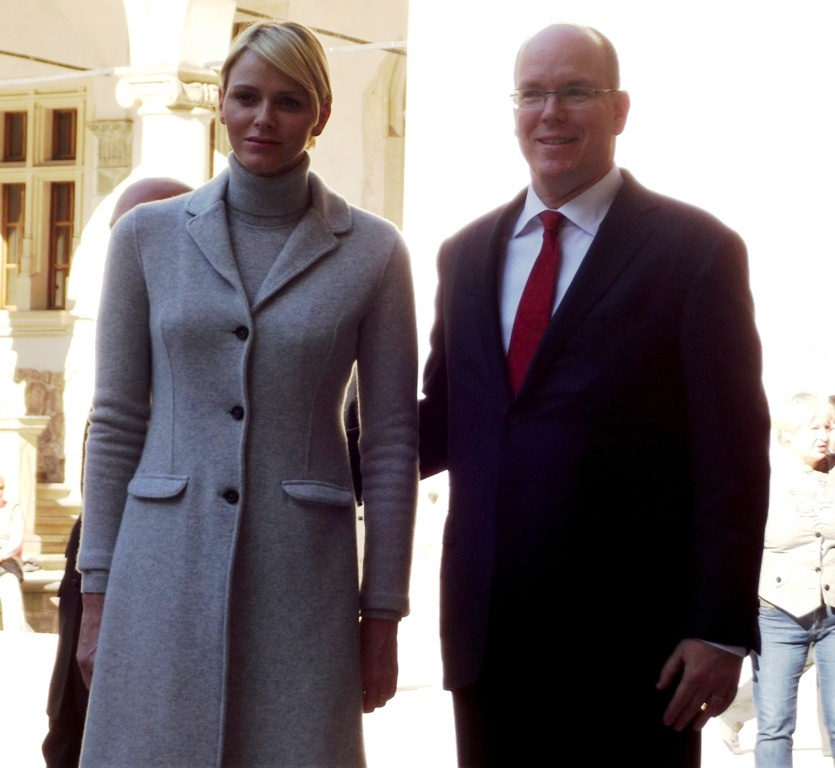
Alberto II e la principessa Charlène in visita in Polonia nel 2012

Il 23 giugno 2010 Alberto II di Monaco dichiarò pubblicamente il suo fidanzamento con la nuotatrice sudafricana Charlène Wittstock e annunciò le nozze della coppia per l'8 luglio 2011, poi anticipate al 2 luglio per la coincidenza di quella data con la riunione Commissione Olimpica Internazionale a Durban, prevista dal 5 al 9 luglio, al quale entrambi presero parte. Al matrimonio venne invitato anche Jacques Rogge, presidente del Comitato Olimpico Internazionale.
L'unione civile con Charlène Wittstock fu celebrata nella Sala del Trono del Palazzo dei Principi di Monaco il 1º luglio 2011 con testimone per la coppia Donald Christopher Le Vine, figlio di Elizabeth Anne, sorella minore di Grace Kelly; la cerimonia religiosa si svolse invece il 2 luglio 2011, nel cortile del medesimo palazzo, officiata da monsignor Bernard Barsi, arcivescovo di Monaco. La coppia partì poco dopo per il viaggio di nozze in Mozambico e poi in Sudafrica, paese natale della novella principessa.
La principessa Charlène ha accompagnato il principe Alberto II al matrimonio dei duchi di Cambridge nel 2011. Nel 2010 aveva già accompagnato il principe al matrimonio della principessa Vittoria di Svezia.
Il 30 maggio 2014 fu annunciato che il principe Alberto e la principessa Charlène erano in attesa del loro primo figlio, la cui nascita era attesa per la fine dell'anno. Il 9 ottobre il Palazzo dei Principi confermò che in realtà la coppia aspettava due gemelli.
Il 10 dicembre 2014 la principessa Charlène diede alla luce due gemelli, una femmina e un maschio, battezzati rispettivamente Gabriella Thérèse Marie e Jacques Honoré Rainier: quest'ultimo diventò il primo in linea di successione al trono monegasco.

## Ascendenza
|                          |                  |                                          | Genitori                             |  |  | Nonni |  |  | Bisnonni                           |  |  | Trisnonni                              |  |
|                          |                  |                                          |                                      |  |  |       |  |  | Conte Maxence Melchior de Polignac |  |  | Conte Charles Marie Thomas de Polignac |  |
|                          |                  |                                          |                                      |  |  |       |  |  | Conte Maxence Melchior de Polignac |  |  | Conte Charles Marie Thomas de Polignac |  |
|                          |                  | Caroline Joséphine Le Normand de Morando |                                      |  |  |       |  |  | Conte Maxence Melchior de Polignac |  |  |                                        |  |
| Conte Pierre de Polignac |                  |                                          |                                      |  |  |       |  |  | Conte Maxence Melchior de Polignac |  |  |                                        |  |
|                          |                  | Susana Mariana de la Torre y Mier        | Isidoro Fernando de la Torre y Carsí |  |  |       |  |  |                                    |  |  |                                        |  |
|                          |                  | Susana Mariana de la Torre y Mier        | Isidoro Fernando de la Torre y Carsí |  |  |       |  |  |                                    |  |  |                                        |  |
|                          |                  | Susana Mariana de la Torre y Mier        | María Luisa de Mier y Celis          |  |  |       |  |  |                                    |  |  |                                        |  |
| Ranieri III di Monaco    |                  | Susana Mariana de la Torre y Mier        |                                      |  |  |       |  |  |                                    |  |  |                                        |  |
|                          |                  | Luigi II di Monaco                       | Alberto I di Monaco                  |  |  |       |  |  |                                    |  |  |                                        |  |
|                          |                  | Luigi II di Monaco                       | Alberto I di Monaco                  |  |  |       |  |  |                                    |  |  |                                        |  |
|                          |                  | Luigi II di Monaco                       | Maria Vittoria Hamilton              |  |  |       |  |  |                                    |  |  |                                        |  |
| Charlotte di Monaco      |                  | Luigi II di Monaco                       |                                      |  |  |       |  |  |                                    |  |  |                                        |  |
|                          |                  | Marie Juliette Louvet                    | Jacques Henri Louvet                 |  |  |       |  |  |                                    |  |  |                                        |  |
|                          |                  | Marie Juliette Louvet                    | Jacques Henri Louvet                 |  |  |       |  |  |                                    |  |  |                                        |  |
|                          |                  | Marie Juliette Louvet                    | Josephine Elmire Piedefer            |  |  |       |  |  |                                    |  |  |                                        |  |
| Alberto II di Monaco     |                  | Marie Juliette Louvet                    |                                      |  |  |       |  |  |                                    |  |  |                                        |  |
|                          | John Henry Kelly | Brian Kelly                              |                                      |  |  |       |  |  |                                    |  |  |                                        |  |
|                          | John Henry Kelly | Brian Kelly                              |                                      |  |  |       |  |  |                                    |  |  |                                        |  |
|                          | John Henry Kelly | Honora Margaret McLaughlin               |                                      |  |  |       |  |  |                                    |  |  |                                        |  |
| John Brendan Kelly       | John Henry Kelly |                                          |                                      |  |  |       |  |  |                                    |  |  |                                        |  |
|                          |                  | Mary Anne Costello                       | Walter Costello                      |  |  |       |  |  |                                    |  |  |                                        |  |
|                          |                  | Mary Anne Costello                       | Walter Costello                      |  |  |       |  |  |                                    |  |  |                                        |  |
|                          |                  | Mary Anne Costello                       | Anne Burke                           |  |  |       |  |  |                                    |  |  |                                        |  |
| Grace Kelly              |                  | Mary Anne Costello                       |                                      |  |  |       |  |  |                                    |  |  |                                        |  |
|                          |                  | Carl Majer                               | Johann Christian Karl Majer          |  |  |       |  |  |                                    |  |  |                                        |  |
|                          |                  | Carl Majer                               | Johann Christian Karl Majer          |  |  |       |  |  |                                    |  |  |                                        |  |
|                          |                  | Carl Majer                               | Luise Wilhelmine Mathilde Adam       |  |  |       |  |  |                                    |  |  |                                        |  |
| Margaret Katherine Majer |                  | Carl Majer                               |                                      |  |  |       |  |  |                                    |  |  |                                        |  |
|                          |                  | Margaretha Berg                          | Georg Berg                           |  |  |       |  |  |                                    |  |  |                                        |  |
|                          |                  | Margaretha Berg                          | Georg Berg                           |  |  |       |  |  |                                    |  |  |                                        |  |
|                          |                  | Margaretha Berg                          | Elisabetha Röhrig                    |  |  |       |  |  |                                    |  |  |                                        |  |
|                          |                  | Margaretha Berg                          |                                      |  |  |       |  |  |                                    |  |  |                                        |  |

## Onorificenze

### Altri riconoscimenti
- Medaglia al Merito Internazionale del Sangue (12 marzo 1994)
- Grand Prix Humanitaire de France (6 marzo 2007)

Nel 1996, il principe Alberto ricevette la Eagle Award dalla United States Sports Academy per i suoi contributi significativi nella promozione dell'armonia e della pace internazionali tramite l'uso effettivo dello sport.
Il 23 ottobre 2009, il principe Alberto ricevette Roger Revelle Prize per i suoi sforzi per la protezione dell'ambiente e la promozione della ricerca scientifica in quel campo. L'onorificenza è stata concessa al principe Alberto dalla Scripps Institution of Oceanography di La Jolla, California. Il principe è stato il secondo a ricevere quel premio.
Nell'ottobre del 2017, il principe Alberto ha ricevuto il Lowell Thomas Award dal The Explorers Club, un'organizzazione no-profit che promuove l'esplorazione scientifica in merito al suo impegno per la protezione dell'ambiente, commemorando il suo status di primo capo di stato ad aver raggiunto entrambi i poli.

### Posizioni militari onorarie
| Forza militare              | Unità                                  | Posizione           | Anno |
| --------------------------- | -------------------------------------- | ------------------- | ---- |
| Forze armate di Monaco      | Compagnia dei carabinieri del principe | Colonnello          |      |
| Marine nationale di Francia |                                        | Capitano di fregata |      |

## Opere
- Albert II, L'Homme et l'Ocean , ed. Flammarion, 2022